# Alphonse Pinard
Pour les articles homonymes, voir Pinard.
Alphonse Pinard, né le 18 janvier 1815 à Sens et mort le 18 octobre 1871 à Fécamp, est un banquier français.

## Carrière
Alphonse Pinard, est un personnage important dans l'histoire bancaire de France. À la demande du ministre des Finances Louis Garnier-Pagès, il prend la direction du Comptoir national d'escompte de Paris (CNEP), la première banque de dépôt française, créée par décret le 8 mars 1848.
Il n'était pas prédestiné à une carrière dans le milieu de la finance, mais sa passion le pousse à devenir commis banquier à l'âge de vingt-cinq ans.
Après la signature du traité de libre-échange de 1860, le Comptoir ouvre des succursales à Calcutta, Shanghaï, Pondichéry, Saïgon et Yokohama, dont il tirera la moitié de ses bénéfices.
Il est le premier président du Crédit foncier colonial de 1860 à 1871. À ce titre, il est membre de la Commission internationale créée le 5 juillet 1869 visant à restructurer la dette souveraine de la Tunisie.
Avec Louis Raphaël Bischoffsheim et Édouard Hentsch, il crée en 1863, la Banque de crédit et de dépôt des Pays-Bas, qui fusionnera en 1872 avec la Banque de Paris pour donner naissance à la Banque de Paris et des Pays-Bas (futur Paribas). En 1864 il participe ensuite à la création de la Société générale, qu'il dirige pendant un an avec Édouard Hentsch et Paulin Talabot.

## Vie de famille
Fils d'un modeste maître de pension qui deviendra professeur de collège, catholique, il a deux frères respectivement officier et prêtre. De son mariage, le 19 janvier 1843, avec Adèle Emélie Robert, fille d'un négociant de Saint-Quentin, naquirent deux filles et un garçon dont les unions illustrent l'ascension sociale de leur père. Louise Pinard épouse le futur maire de Fécamp et député de la Seine-Maritime Alfred Dubois de Chefdebien (Aimé Dubois). Marguerite Pinard épouse Eugène Denfert-Rochereau, nommé à la suite de son beau-père, directeur du CNEP, et dont le suicide fit éclater le scandale du corner sur le cuivre de 1887. André Pinard épouse Alice Hollander, fille du banquier Joseph Hollander, cogérant  de  la  banque Trivulzi, Hollander & Cie, puis président en 1882 de la Société française de reports et de dépôts.

## Source
- Jacques-Marie Vaslin, « Un banquier républicain oublié », Le Monde, « Le Monde Économie », 27 janvier 2009, p. 2
- Nicolas Stoskopf, « Alphonse Pinard et la révolution bancaire du Second Empire », in Histoire, économie et société, 1998, 17e année, no 2, p. 299-317. DOI 10.3406/hes.1998.1987
- Alphonse Pinard, banquier républicain - Notice biographique d'Alphonse Pinard dans Source d'Histoire de BNP Paribas